# Eotetranychus prunicola
Eotetranychus prunicola är en spindeldjursart som beskrevs av Livshits 1960. Eotetranychus prunicola ingår i släktet Eotetranychus och familjen Tetranychidae. Inga underarter finns listade i Catalogue of Life.